# Epactophanes chappuisi
Epactophanes chappuisi is een eenoogkreeftjessoort uit de familie van de Canthocamptidae. De wetenschappelijke naam van de soort is voor het eerst geldig gepubliceerd in 1913 door Brehm.